# 広井の万灯火祭り
広井の万灯火祭り（ひろいのまんどいまつり）は、兵庫県豊岡市日高町広井で毎年8月24日に行われている祭りである。

## 由来
火難除けのほか、虫除け、伝染病で亡くなった人の供養ともいわれる。
1912年（大正元年）に編纂された『三方村誌稿本』には、愛宕の祭日である7月24日に行われ、「甚だ美観」と評されている。

## 次第
当日は8時ごろから堂の飾り付けや松明・角麩などの準備が始まり、昼までに広井区から荒川区までの農道に12.5 mずつ5区間に分けて針金が張られる。
19時過ぎになると、堂に男性が集まって松明を持ち、灯油に漬けて点火したあと農道へ移動し、太鼓の合図で一斉に角麩に点火する。
針金の総延長は約500 mとも、約375 mともいわれる。

## 時代による変化
かつては針金や角麩を用いていなかった。
1960年頃まではおがら・藁束・萱・葦などを混ぜた太い「大ダイ」が用いられ、1970年頃までは人が竹を一本ずつ持って立っていたが、その後、竹を立てることがなくなった。
1990年代までは当日にヤチャ節やそうだろ節などで盆踊りも行われていた。

## ギャラリー

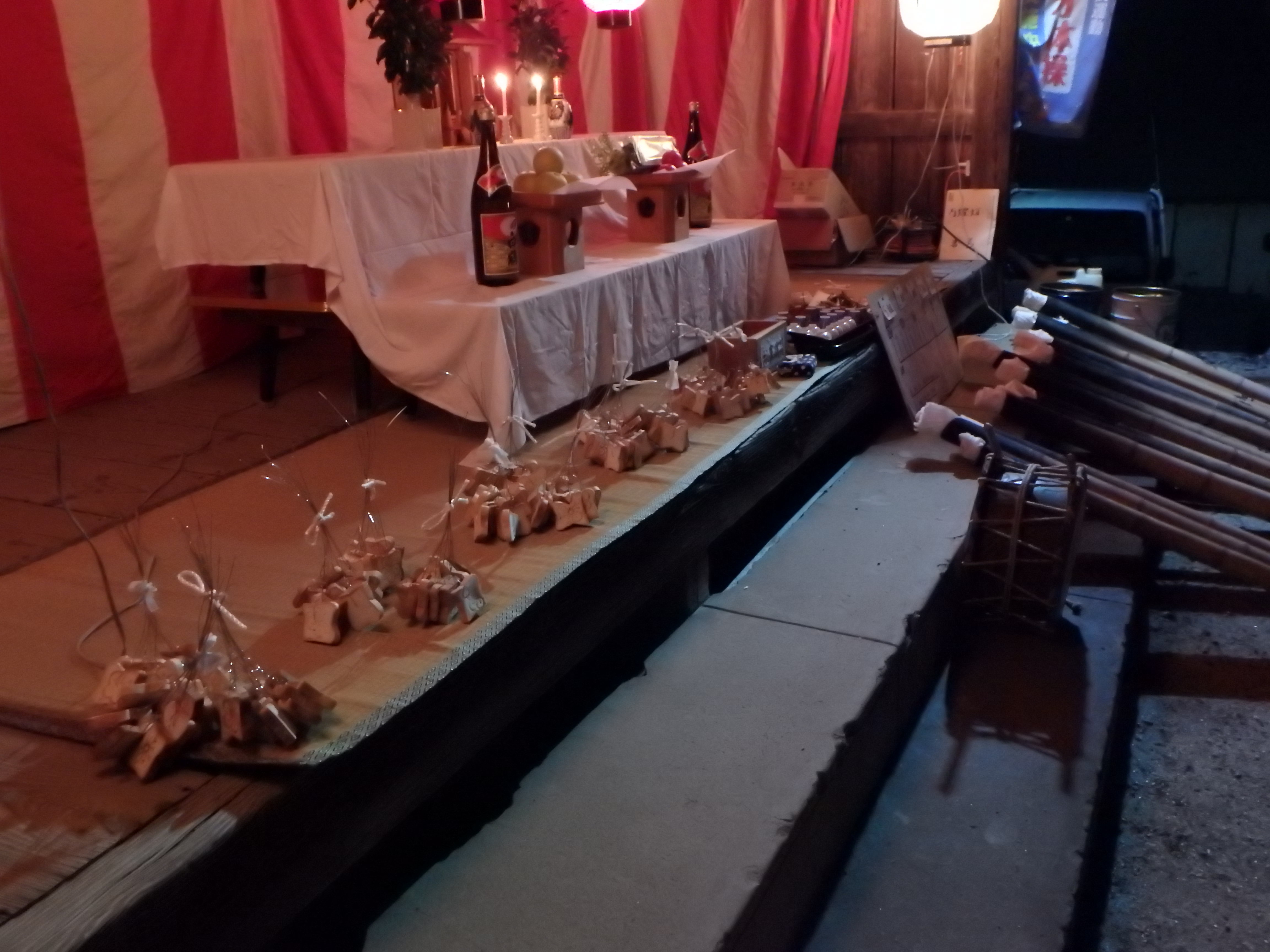
万灯火に用いられる角麩と松明
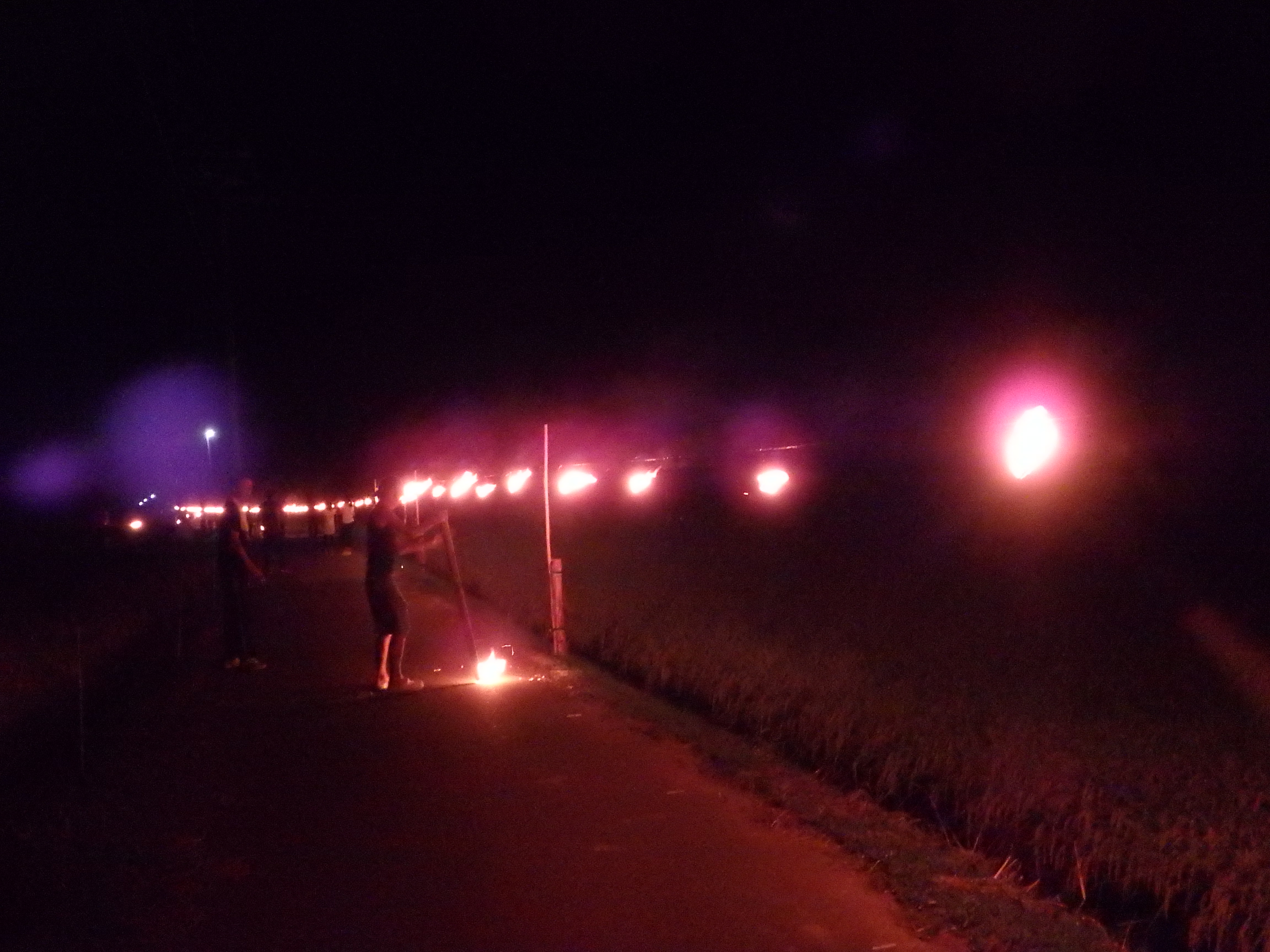
開始直後の万灯火
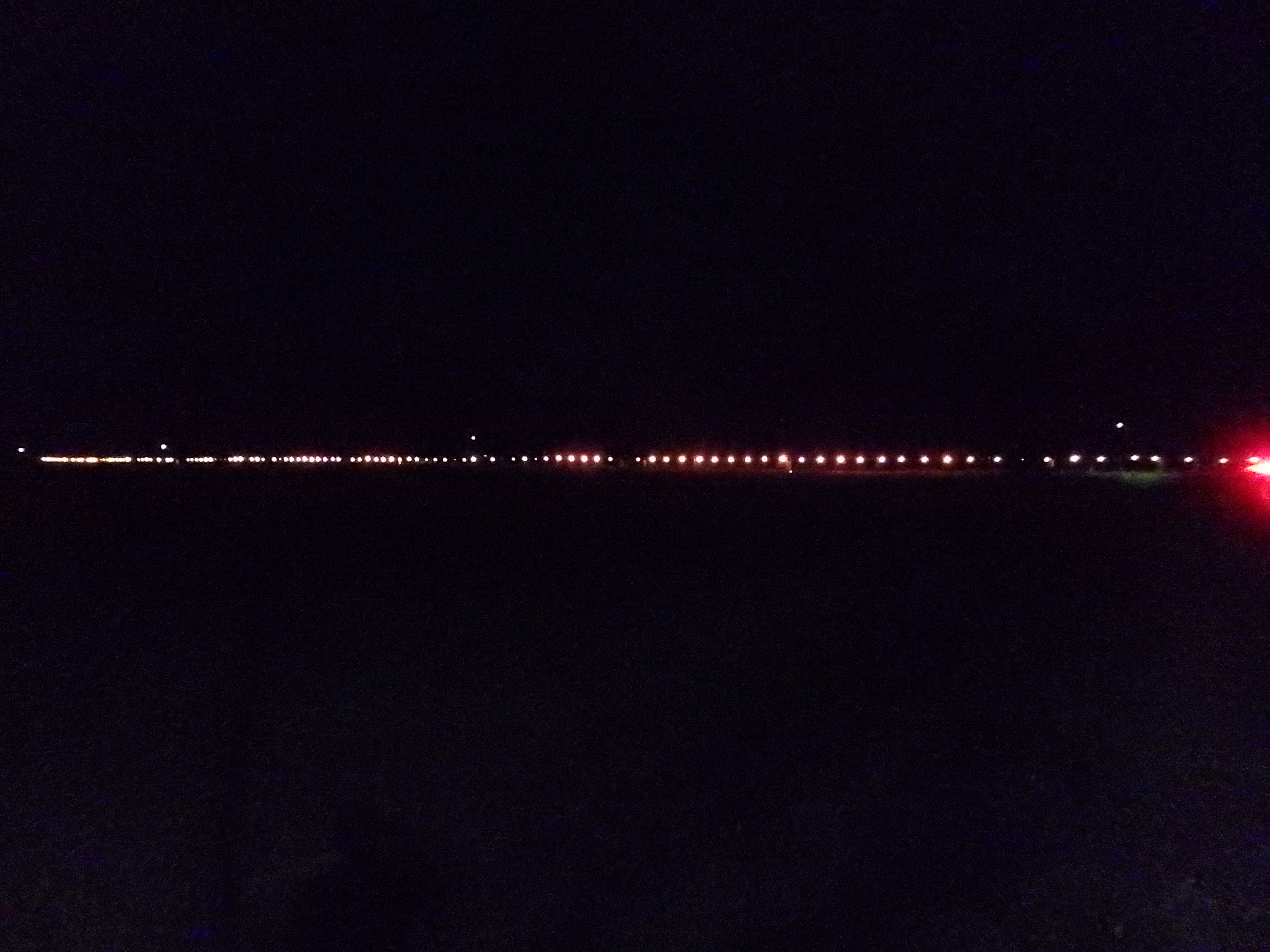
一直線に並んだ万灯火